# Yip Chi-Ten
Yip Chi-Ten is een Chinees zanger van Minnanse afkomst. Hij werd op 1 juni 1948 als Yip Hin-Sau (葉憲修) geboren in Taibao, Republiek China (Taiwan). Hij heeft meer dan vijftig muziekalbums uitgebracht en meer dan duizend liedjes gezongen. Hij zingt in het Standaardmandarijn en Taiwanees. Hij was een van de eerste populaire zangers die in het Taiwanees kon zingen. Hierdoor heeft hij de bijnaam "Zangkoning van het kostbare eiland" (寶島歌王) gekregen. Hij is behalve zanger ook politicus van de Chinese partij Guomindang.
In 1989 kwam hij als acteur voor in de film Aibincaihuiying (愛拚才會贏). Ook heeft hij het themalied van de film in het Taiwanees gezongen.
Bij de Presidentsverkiezingen van Republiek China 2008 zong hij een lied om stemmers van Ma Ying-jeou te werven.
- Library of Congress Control Number: n2006065551
- MusicBrainz: 318a260c-f11c-435e-97b7-7eb05032e903
- National Central Library: 000519583
- Virtual International Authority File: 65900759
- WorldCat: E39PBJwX4vbH7cFHD6jYymWJjC